# Nouhak Phoumsavanh
Nouhak Phoumsavanh o Phoumsavan (Mukdahan, Tailandia; 9 de abril de 1910-Vientián, Laos; 9 de septiembre de 2008) fue un revolucionario de Pathet Lao y oficial del partido comunista que fue presidente de Laos desde 1992 hasta 1998.